# Серж Фотинский
Серж Фотинский (Абрам Шу́лимович (Самуилович, Саулович) Айзеншер; 3 февраля 1885, Одесса — 1 сентября 1971, Париж) — французский художник российского происхождения, пейзажист, портретист, график.

## Биография
Родился 3 февраля (по старому стилю) 1885 года в Одессе, в семье херсонского мещанина Шулима Шмулевича Айзеншера (1850—1906) и его жены Бейлы (Бася-Бейла) Михелевны Айзеншер. Учился в Одесском художественном училище, затем учился в Санкт-Петербурге, в Академии художеств (с 1904 года).
В эмиграции находился с 1905 года, сначала в Берлине, затем учится в академии художеств в Мюнхене, во Франции с 1908 года. Участник парижских художественных салонов, выставок русских художников во Франции, Англии и США.
На Всемирной парижской выставке (1925) принимал участие как советский экспонент, удостоен серебряной медали. В 1935—1937 годах жил в СССР, в Москве.
22 июня 1941 года был арестован как советский подданный и отправлен в концлагерь «Фронт-Сталаг 122» в городе Компьень. Освобождён в 1944 году.
Жил на бульваре Порт-Ройяль в Париже.

## Семья
- Сестра — Любовь Сауловна Павлова (в первом браке Цирл Шулимовна Розенблат, 1883—1952) — была замужем за писателем-сатириком и журналистом Михаилом Пустыниным. Её внук — поэт Дмитрий Сухарев[7][8][9].
- Сестра — Клара Сауловна Данишевская — была замужем за меньшевиком Самуилом Давыдовичем Данишевским (?—1921). У него была также сестра Ревекка (1881) и брат Михель (1879).
- Жена (с 1928 года) — Юлия (Лиана) Фотинская (фр. Julia Fotinsky)[10].